# Шаррон, Пьер
Пьер Шаррон (фр. Pierre Charron; 1541—1603) — французский богослов и моралист, представитель неостоицизма.

## Биография
Изучал в Орлеане право, был адвокатом при парижском парламенте, потом занялся богословием и приобрёл славу духовного оратора в южных городах Франции.
Королева Маргарита, жена Генриха IV, выбрала его в придворные проповедники. В Бордо Шаррон познакомился с Монтенем и стал его ревностным учеником. В 1594 году Шаррон назначен главным викарием при епископе города Кагора.

## Работы
Шаррон написал:

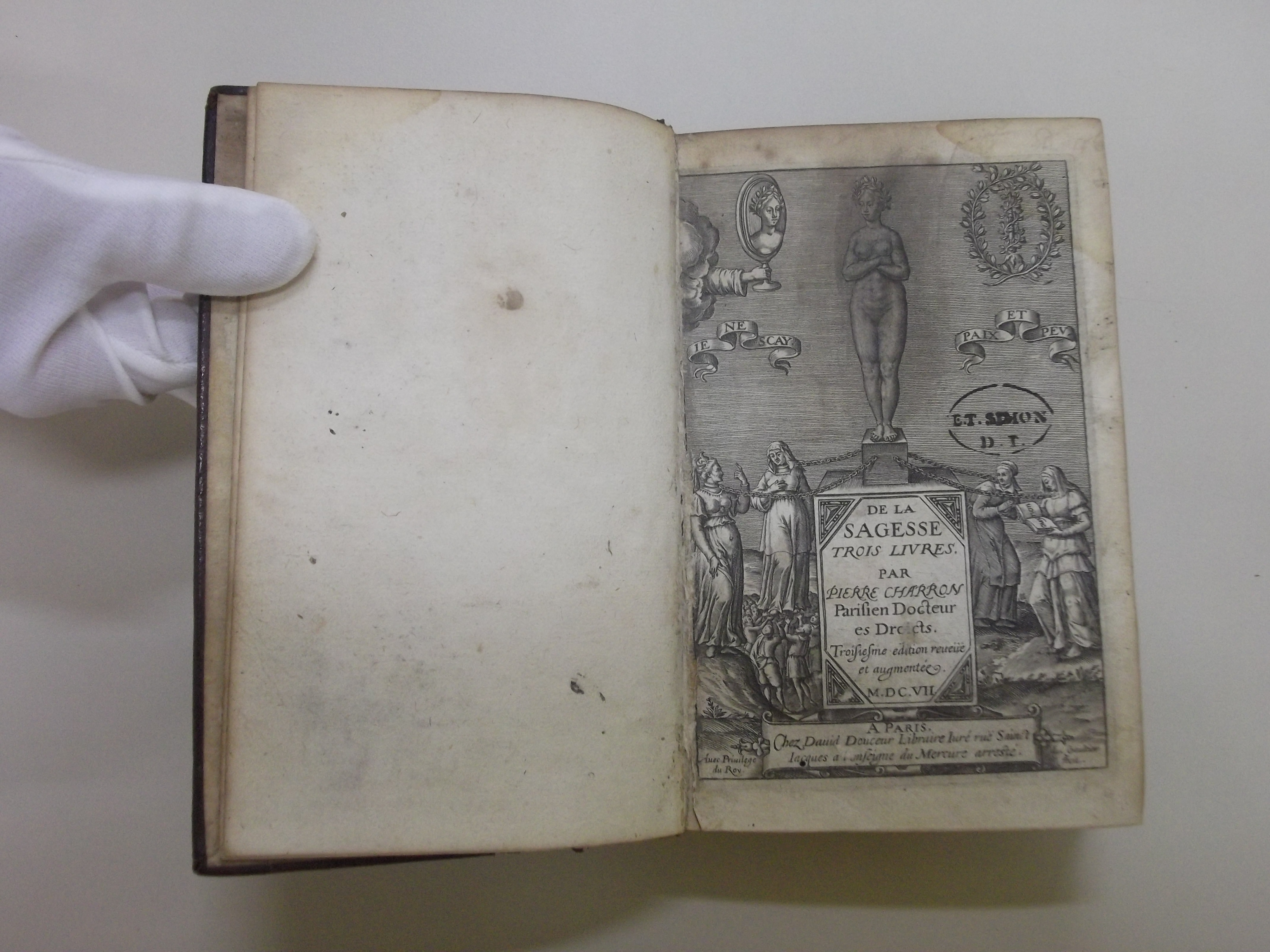
De la sagesse : trois livres / par Pierre Charron. — 3me ed. rev. et augm.- Paris : David Deuceur Libraire Iuré, 1607

- «Les trois vérités» (Кагор, 1594);
- «Le traité de la sagesse» (Бордо, 1601);
- «Discours chrétiens» (Бордо, 1600).

Полное собрание его сочинений вышло в 1635 г. под заглавием: «Toutes les oeuvres de P. Charron, Parisien», с жизнеописанием, составленным Мишелем де ла Рошмайе (Michel de La Rochemaillet).
В «Trois vérités» Шаррон доказывает атеистам существование Бога и религии, язычникам, иудеям и магометанам — истину христианской религии, еретикам — что только католическая церковь ведёт к спасению.
Основные темы «Traité de la sagesse», написанного в скептическом тоне Монтеня: человек своими силами не может достигнуть истинного познания Бога и самого себя; все религии претендуют на обладание истиной, так что трудно определить, какая действительно истинная; благочестие должно опираться на внутреннее побуждение и выражаться в добрых делах без принуждения со стороны закона; индифферентизм по отношению к мнениям, эгоизм по отношению к чувствам — последнее слово философии.
Этот трактат вызвал массу возражений со стороны богословов, особенно иезуита Гарасса. Шаррон написал резкий ответ, озаглавленный: «Petit traité de la sagesse».